# Comisión Nacional de Telecomunicaciones (Argentina)
La Comisión Nacional de Telecomunicaciones (CNT) de Argentina fue una comisión nacional del gobierno nacional dependiente del Poder Ejecutivo Nacional.
Fue creada por decreto n.º 1185/90 del Poder Ejecutivo del 22 de junio de 1990 firmado por el presidente Carlos Menem. Esta comisión nacional tenía sede en la ciudad de Buenos Aires y dependía del Poder Ejecutivo Nacional por intermedio del Ministerio de Obras y Servicios Públicos (hasta 1991). En agosto de 1991 pasó al ámbito de la Subsecretaría de Obras y Servicios Públicos del Ministerio de Economía y Obras y Servicios Públicos.
En 1996 la Comisión Nacional de Telecomunicaciones fue fusionada con la Comisión Nacional de Correos y Telégrafos y el Comité Federal de Radiodifusión en la Comisión Nacional de Comunicaciones, por decreto n.º 660/96 del 24 de junio de 1996.